# Las Golondrinas Fraccionamiento
Las Golondrinas Fraccionamiento är en ort i Mexiko.   Den ligger i kommunen Colotlán och delstaten Jalisco, i den centrala delen av landet, 500 km nordväst om huvudstaden Mexico City. Las Golondrinas Fraccionamiento ligger 1 696 meter över havet och antalet invånare är 1 135.
Terrängen runt Las Golondrinas Fraccionamiento är varierad. Las Golondrinas Fraccionamiento ligger nere i en dal. Runt Las Golondrinas Fraccionamiento är det ganska glesbefolkat, med 25 invånare per kvadratkilometer. Närmaste större samhälle är Colotlán, 1,6 km nordväst om Las Golondrinas Fraccionamiento. I omgivningarna runt Las Golondrinas Fraccionamiento växer huvudsakligen savannskog.